# Blloku
Blloku (blocket) (ibland även Ish-Blloku, ex-blocket) är ett exklusivt område i Albaniens huvudstad Tirana. Blloku är känd som en nöjes- och shoppingstadsdel med många butiker, barer, caféer, restauranger och nattklubbar. Området är en del av stadsdelen Tirana e re (nya Tirana) i sydvästra Tirana. Under sommarmånaderna överförs mycket av områdets nattliv till den Albanska rivieran. 
Före 1950-talet verkade ett antal fabriker i området. Under kommunisteran var Blloku ett begränsat bostadsområde till för medlemmar i Albaniens politbyrå och övriga medborgare tilläts inte vistas i området. Bland de villor som står kvar återfinns diktatorn Enver Hoxhas bostad. 
Efter kommunismens fall i Albanien har stadsdelen öppnats upp för befolkningen och upplevt en massiv utbyggnad med tillkomst av många exklusiva lägenheter.